# Hrisotemida
Hrisotemida (grč. Χρυσόθεμις) je bila kćer Agamemnona i Klitemnestre, sestra Ifigenije, Elektre (Atride) i Oresta.
Pasivna i povučena, nije se miješala u unutarnje sukobe vlastite obitelji. Pojavljuje se kao sporedni lik u Sofoklovoj tragediji "Elektra".